# Диодно-транзисторная логика

Упрощённая схема двухвходного ДТЛ-элемента 2И-НЕ.

Диодно-транзисторная логика (ДТЛ), англ. Diode–transistor logic (DTL) —  цифровых схем на основе биполярных транзисторов, диодов и резисторов. Своё название технология получила благодаря реализации логических функций (например, 2И) с помощью диодных цепей, а усиления и инверсии сигнала — с помощью транзистора (для сравнения см. резисторно-транзисторная логика и транзисторно-транзисторная логика).

## Принцип работы
Показанная на рисунке схема представляет собой типичный элемент 2И-НЕ.
Если хотя бы на одном из входов уровень логического нуля, то ток течёт через R1 и диод во входную цепь. На анодах диодов напряжение 0,7 В, которого недостаточно для открывания транзистора. Транзистор закрыт. На выходе формируется уровень логической единицы.
Если на все входы поступает уровень логической единицы, ток течёт через R1 на базу транзистора, образуя на анодах диодов напряжение 1,4 В. Поскольку напряжение уровня логической единицы больше этой величины, входы диодов обратносмещены и не участвуют в работе схемы. Транзистор открыт в режиме насыщения. В транзистор втекает ток нагрузки, по величине значительно больший тока нагрузки в состоянии логического нуля.

## Преимущества и недостатки
Основное преимущество ДТЛ перед более ранней технологией РТЛ — возможность создания большого числа входов. Задержка прохождения сигнала по-прежнему достаточно высока, из-за медленного процесса утечки заряда с базы в режиме насыщения (когда все входы имеют высокий уровень) при подаче на один из входов низкого уровня. Эту задержку можно уменьшить подключением базы транзистора через резистор к общему проводу или к источнику отрицательного напряжения.

Логический элемент 3И-НЕ в серии микросхем 74LS(К555)

В более современной и эффективной технологии ТТЛ данная проблема решена путём замены диодов на мультиэмиттерный транзистор. Это также уменьшает площадь кристалла (в случае реализации в виде интегральной схемы), и соответственно позволяет добиться более высокой плотности элементов.
Однако в ещё более современных и эффективных микросхемах ТТЛ (74S, 74LS, 74AS, 74ALS, 74F) с диодами Шоттки (ТТЛШ, ТТЛ Шоттки), фактически произошёл возврат к ДТЛ, на основе новой технологии — диодах и транзисторах Шоттки. Эти серии многоэмиттерного транзистора не содержат, фактически являются ДТЛ, и носят название ТТЛ (ТТЛШ) лишь «по традиции», будучи развитием именно ДТЛ.

## Применение
Часто используются в декодерах для управления разными устройствами. Логические элементы на основе ДТЛ являлись основой для многих ЭВМ второго поколения, например БЭСМ-6, IBM 1401, и др.

## Серии ДТЛ-микросхем отечественного производства
- В СССР выпускались серии 104, 109, 121, 128, 146, 156, 205, 215, 217, 218, 221, 240, 511 (и соответствующие им с индексом "К" в начале условного обозначения) микросхем широкого применения.[2]